# Maurice Barrès
Maurice Barrès fr.: mɔ'ʀis ba'ʀɛs, (ur. 19 sierpnia 1862 w Charmes-sur-Moselle w Lotaryngii, zm. 4 grudnia 1923 w Neuilly-sur-Seine) – francuski powieściopisarz, eseista, polityk i teoretyk nacjonalizmu. Ukończył studia prawnicze. Należał do Akademii Francuskiej. Napisał trylogię Le Culte du moi, składającą się z dzieł Sous l’oeil des Barbares (1888), Un Homme libre (1889) i Jardin de Bérénice (1891). Wydał też utwory Du Sang, du volupté et de la mort (1894), Greco ou le secret de Tolède (1911) i Jardin sur l'Oronte (1923). Wypowiadał się przeciwko Alfredowi Dreyfusowi w głośnej sprawie o szpiegostwo. Propagował kult św. Joanny d’Arc.
Przyjmuje się, że jako pierwszy w historii użył sformułowania narodowy socjalizm, które nie odnosiło się jednak do hitleryzmu (wówczas jeszcze nieistniejącego).

## Poglądy
W wieku 27 lat wszedł do Izby Deputowanych. W tym czasie starał się stworzyć socjalizm narodowy, działając w kręgach lewicowych. Pragnął ochrony robotników francuskich przed imigrantami i był przeciwnikiem importu produktów zagranicznych. Afera Dreyfusa wpłynęła na rozejście się drogi Barrèsa z socjalizmem i socjalistami i wykrystalizowaniem się nacjonalizmu, który nie miał charakteru ekspansjonistycznego, lecz obronny. Chciał odzyskania ziem, które Francja utraciła w 1871. Był wrogo nastawiony do Niemców. Chwalił militaryzm i tradycję; podkreślał rolę przeszłości i jej wpływ na życie narodu.